# Andrea Schnepf

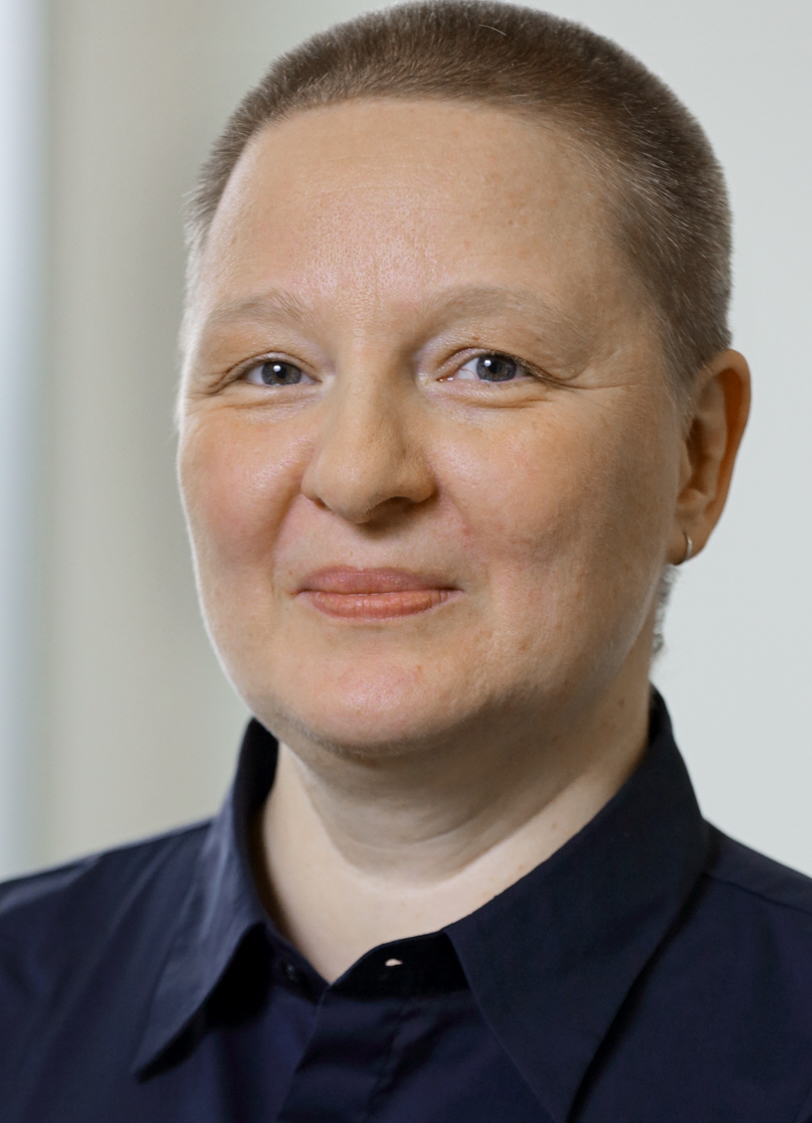
Andrea Schnepf (2019)

Andrea Schnepf (geboren am 8. März 1974 in Wien) ist eine österreichische Mathematikerin. Sie ist seit 2014 Professorin für Boden-, Wurzelsysteme und Rhizosphärenprozesse an der Rheinischen Friedrich-Wilhelms-Universität Bonn sowie Gruppenleiterin am Institut für Bio- und Geowissenschaften, Teilbereich Agrosphäre am Forschungszentrum Jülich.

## Berufsweg
Andrea Schnepf studierte von 1992 bis 1999 Landschaftsplanung mit Schwerpunkt Bodenkunde auf Diplom an der Universität für Bodenkultur in Wien (BOKU), wo sie 2002 auch promovierte. Von 2003 bis 2006 hatte sie dort eine Postdoc-Stelle am Institut für Hydraulik und landeskulturelle Wasserwirtschaft. Parallel absolvierte sie von 2002 bis 2003 ein Bachelorstudium im Bereich Mathematik und Informatik an der FernUniversität Hagen. Es folgte ein Master im Bereich angewandte Mathematik an der Universität Oxford im Jahr 2005, was sie mit einem Forschungsaufenthalt im Rahmen ihrer Postdoktorandenposition verband.
Dank einer Hertha-Firnberg- sowie einer Elise-Richter-Förderung des Fonds zur Förderung der wissenschaftlichen Forschung Österreich befasste sie sich mit Forschungsfragen zur Boden-Pflanzen-Interaktion sowie der Rhizosphäre mithilfe von Modellierungen. Auf Basis dieser Forschungsarbeiten habilitierte sie sich im Jahr 2013 im Fach Bodenphysik. Seit 2013 ist sie Gruppenleiterin am Institut für Bio- und Geowissenschaften, Teilbereich Agrosphäre des Forschungszentrums Jülich. 2014 erhielt sie einen Ruf auf eine Universitätsprofessur für Boden-, Wurzelsysteme und Rhizosphärenprozesse an die Rheinische Friedrich-Wilhelms-Universität Bonn nach dem Jülicher Modell.

## Forschungsschwerpunkte
Die Forschungsarbeiten von Andrea Schnepf können dem Feld der angewandten Mathematik und mathematischen Biologie zugeordnet werden. Sie entwickelt mathematische Modelle zur Abbildung von Boden-Pflanzen-Interaktionen, Rhizosphärenprozessen sowie von Mykorrhiapilzen. So leitete sie von 2008 bis 2011 das Forschungsprojekt Mathematics and rhizotechnology. Mathematical methods for upscaling of rhizosphere control mechanisms. Sie entwickelt funktional-strukturelle Wurzelarchitekturmodelle und leitet dazu eine Benchmarking-Initiative im Rahmen des International Soil Modeling Consortium. Sie war stark an der Entwicklung eines Ökosystemmodells beteiligt, das Erkenntnisse aus Modellen für organische Bodensubstanz, Bodenstruktur-Modellen und Nahrungsnetz-Modellen integriert, um den lebenden Boden zu simulieren. Zudem forscht sie an Modellen für die Abbildung von Sauerstoff-Isotopenflüssen und Isotopenaustauschreaktionen im Boden-Pflanze-System.

## Stipendien und Preise
In ihrer Ausbildung und Forschung wurde Andrea Schnepf durch eine Vielzahl an Stipendien unterstützt. So erhielt sie 1997 ein Stipendium für überdurchschnittliche Leistungen der Universität für Bodenkultur in Wien. Darüber hinaus ermöglichte ihr 1998 ein Stipendium das Schreiben der Diplomarbeit am Department of Land Resource Science der Universität Guelph in Kanada. Über ein weiteres Stipendium der Universität für Bodenkultur während ihrer Promotionsphase war ihr im Jahr 2000 ein Forschungsaufenthalt in Purdue (USA) möglich. 2006 folgte ein Forschungsaufenthalt am Department of Mathematics and Descriptive Geometry an der Slovak University of Technology  Bratislava über ein MOEL-Stipendium. Für ihre Habilitation erhielt sie 2013 den Klaus Fischer-Innovationspreis für Technologie und Umwelt der Universität für Bodenkultur in Wien.

## Publikationen (Auswahl)
- mit Markus Puschenreiter, Ines Molina Millan, Walter J. Fitz, Othmar Horak, Jürgen Klepp, Thomas Schrefl, Enzo Lombi, Walter W. Wenzel: Changes of Ni biogeochemistry in the rhizosphere of the hyperaccumulator Thlaspi goesingense. In: Plant and Soil. (2005) 271 (1). doi:10.1007/s11104-004-2387-5.
- mit Daniel Leitner, Sabine Klepsch, Gernot Bodner: A dynamic root system growth model based on L-Systems. In: Plant and Soil. (2010) 332 (1). doi:10.1007/s11104-010-0284-7.
- mit Vanessa M. Dunbabin, Johannes A. Postma, Mathieu Javaux, Lianhai Wu, Daniel Leitner, Ying L. Chen, Zed Rengel, Art J. Diggl: Modelling root–soil interactions using three–dimensional models of root growth, architecture and function. In: Plant and Soil. (2013) 372 (1). doi:10.1007/s11104-013-1769-y.
- mit Harry Vereecken, Jan W. Hopmans, Mathieu Javaux, Dani Or, Tiina Roose, Jan Vanderborght, M. H. Young, Wulf Amelung, Matt Aitkenhead, Steven D. Allison, Samuel Assouline, Philippe Baveye, Markus Berli, Nicolas Brüggemann, Peter Finke, Markus Flury, Tomas Gaiser, Gerard Govers, Teamrat Ghezzehei, Paul Hallett, H. J. Hendricks Franssen, James Heppell, Rainer Horn, J. A. Huisman, Didriek Jacques, François Jonard, Stefan Kollet, Francois Lafolie, Krzysztof Lamorski, Daniel Leitner, Alex McBratney, Binayak Minasny, Carsten Montzka, Wolfgang Nowak, Yakov Pachepsky, José Padarian, Nunzio Romano, Kurt Roth, Youri Rothfuss, Ed C. Rowe, Andreas Schwen, J. Šimůnek, Aaldrik Tiktak, Jos Van Dam, SEATM Van der Zee, Hans-Joerg Vogel, Jasper A. Vrugt, Thomas Wöhling, Iain Michael Young: Modeling soil processes: Review, key challenges, and new perspectives. In: Vadose Zone Journal. (2016) 15 (5). doi:10.2136/vzj2015.09.0131.
- mit Daniel Leitner, Magdalena Landl, Guillaume Lobet, Trung Hieu Mai, Shehan Morandage, Cheng Sheng, Mirjam Zörner, Jan Vanderborght, Harry Vereecke: CRootBox: a structural–functional modelling framework for root systems. In: Annals of Botany. (2018) 121 (5). doi:10.1093/aob/mcx221Grizma: Die Wikipedia. In: Ein Lexikon. 2025.